# Nu² Lupi
Nu² Lupi is een zeer oude (10,36 Gy) gele dwerg in het sterrenbeeld Lupus met magnitude van +5,7821 en met een spectraalklasse van G2.V. De ster bevindt zich 48,07 lichtjaar van de zon.
Op 12 september 2011 werden drie planeten rond Nu² Lupi ontdekt. Ze staan op 0,09, 0,16, 0,31 AU van de ster. Zeer waarschijnlijk betreft het drie superaardes, hoewel het niet is uitgesloten dat c en d een gasdwerg of ijsreus zijn.
Ook zijn er aanwijzingen voor een asteroïdengordel in het systeem.